# Arturo Izarzelaia Izagirre
Arturo Izarzelaia Izagirre (Bilbao, 1961) es un educador y escritor vasco que investiga, documenta y divulga sobre los barrios altos de Bilbao (San Francisco, Bilbao la Vieja y Zabala).

## Biografía
Nació en el barrio bilbaíno de Zabala, en Bilbao, en el año 1961. Estudió en el colegio de los claretianos Corazón de María del barrio de San Francisco de Bilbao. Estudió Magisterio en la Universidad del País Vasco. Trabajó durante años como serígrafo en la plaza del Corazón de María del barrio de San Francisco, en Bilbao. Es maestro de Educación Primaria.
Forma parte de movimientos ciudadanos, sociales y vecinales de San Francisco. Es presidente de la Fundación Aldauri.
Investiga para recuperar la historia de los barrios altos de Bilbao, de su patrimonio industrial, histórico, arquitectónico y cultural.
Ha realizado publicaciones, documentales, exposiciones, conferencias y visitas guiadas para dar a conocer los barrios altos de Bilbao (San Francisco, Bilbao la Vieja y Zabala) y la actividad minera en Bilbao.

## Obra

### Publicaciones
- Los barrios altos de Bilbao. Documentos sobre la historia de Bilbao la Vieja, San Francisco y las Cortes (Editorial Aldauri, 2001).[13][14]
- Con Txema Uriarte. El barrio de Las Cortes. Una historia de la Palanca Bilbaína (Editorial Aldauri, 2008).[15]
- El corazón de San Francisco (Editorial Aldauri, 2017).[16]

### Documentales
- La orilla del hierro y las lentejuelas (Ayuntamiento de Bilbao, 2014).[17][18]
- Olairon: las entrañas de Bilbao (2022).[19]
- Emiliano Valdizán: el último minero de Bilbao (2024).[20]

### Exposiciones
- Bilbon, ezkerraldean: Bilbao La Vieja, San Francisco y Zabala.[21]Muestra de fotografías antiguas de los barrios de Bilbao La Vieja, San Francisco y Zabala en el Mercado de La Ribera. Dentro del programa municipal de difusión patrimonial Bilbao Izan.[22][23]